# Acacia tetragonophylla

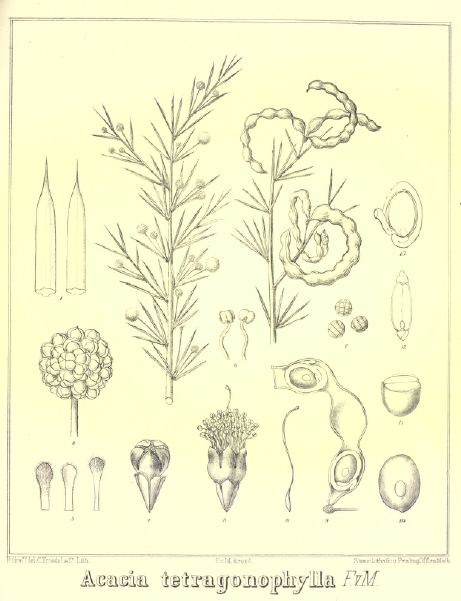
Il·lustració

Acacia tetragonophylla és una espècie de planta de la família de les lleguminoses, originària d'Austràlia. S'usa per a fixar sòls a àrees àrides. És un arbre que creix fins a 5 m d'alçada, podent presentar-se també en forma arbustiva. Tronc curt,a vegades ramificat des de la base. Escorça lleugerament fissurada, rugosa a la part inferior i llisa a la seva part superior. Fil·lodis d'entre 1 i 5 cm de longitud i aproximadament 1 mm d'ample, linears, angulosos, acabats en punta aguda, rígids, disposats en grup de 3-4 envoltats per una bràctea color verd mat, ondulada, amb 1-2 nervis més sobresortints a cada cara. Inflorescències simples, axil·lars, tant solitàries com en grups d'entre 2-5 capçals globosos sobre peduncles glabres d'un cm de longitud. Llegum moniliforme, de color marró fosc de marges engruixits i groguencs; la seva forma és molt corbada o enrotllada. Llavors disposades longitudinalment, envoltades per un funicle groc.